# フェリーニへのオマージュ
『フェリーニへのオマージュ』（原題：Omaggio a Federico e Giulietta）は、ブラジル人ミュージシャン、カエターノ・ヴェローゾが1997年に録音、1999年に発表したライブ・アルバム。イタリアの映画監督フェデリコ・フェリーニと、彼の妻ジュリエッタ・マシーナに捧げられた特別公演のライブ録音を収録している。

## 背景
公演地はフェリーニの故郷リミニに近いサンマリノ共和国で、公演日はフェリーニとジュリエッタの結婚記念日に合わせて10月30日となった。ヴェローゾによれば、このコンサートが企画されたきっかけは、フェリーニの妹マッダレーナ・フェリーニからの手紙だったという。以前よりヴェローゾの作品をプロデュースしてきたジャキス・モレレンバウンに加えて、ルイス・ブラジル、ジョルジ・エルデル、カルロス・バラといったミュージシャンがバックを務めた。
「キ・ナォン・シ・ヴェー（見えないもの）／コメ・トゥ・ミ・ヴオイ（目には見えない）」は、映画『甘い生活』で使用されたニーノ・ロータの曲が元になっており、ヴェローゾ自身がポルトガル語詞を追加した。ヴェローゾがジュリエッタに捧げたオリジナル曲「ジウリエッタ・マシーナ」は、1987年のアルバム『フェラ・フェリーダ』が初出であり、マッダレーナからの手紙によれば、生前のジュリエッタ自身もこの曲に感動したとのことである。「ジェルソミーナ」はニーノ・ロータが映画『道』のために作った曲で、本作では異なるアレンジで2度収録されている。アーヴィング・バーリンが映画『艦隊を追って』（1936年）のために作詞・作曲した「レッツ・フェイス・ザ・ミュージック・アンド・ダンス」のカヴァーのみ英語詞で、フェリーニの監督映画『ジンジャーとフレッド』（1985年）でも使用されていたことから取り上げたという。

## 評価
Alvaro Nederはオールミュージックにおいて5点満点中4点を付け「ヴェローゾが長年崇拝してきた人物のイメージと向き合った感激のせいか、彼自身は決して本調子ではない。しかし、時々ボーカルが弱くなっているにもかかわらず、彼の解釈は極めて誠実で、監督に対する敬愛に満ちた不思議な特質を、優美に伝えている」と評している。また、Josef Woodardは『ジャズタイムズ (JazzTimes)』誌で、「このコンサートは、フェリーニに特化した言及というよりも、むしろ偉大なイタリアの映画監督の魂に対する、極めて個人的なオマージュである」と評している。

## 収録曲
特記なき楽曲はカエターノ・ヴェローゾ作。
1. キ・ナォン・シ・ヴェー（見えないもの）／コメ・トゥ・ミ・ヴオイ（目には見えない） - "Que Não Se Vê (ComeTu Mi Vuoi)" (Nino Rota, T. Amurri / Brazilian lyric by Caetano Veloso) - 4:15
2. トリーニョス・ウルバーノス - "Trilhos Urbanos" - 3:24
3. ジウリエッタ・マシーナ（ジュリエッタ・マシーナ） - "Giulietta Masina" - 4:39
4. ルア・ルア・ルア・ルア - "Lua, Lua, Lua, Lua" - 4:45
5. ルナ・ロッサ（赤い月）〜カビリアの夜 - "Luna Rossa / Le Notti di Cabiria" (V. de Crescenzo, A. Vian) - 5:53
6. シェガ・ヂ・サウダーヂ（想いあふれて） - "Chega de Saudade" (Antonio Carlos Jobim, Vinicius De Moraes) - 3:04
7. ナーダ（無） - "Nada" (Dames, Sanguinette, Ademar Muharran) - 3:43
8. コメ・プリーマ - "Come Prima" (M. Panzeri, S. di Paola, S. Taccani) - 2:51
9. アヴェ・マリア - "Ave Maria" (Erothides de Campos) - 1:49
10. ショーラ・トゥア・トリステーザ（おまえの悲しみが泣く） - "Chora Tua Tristeza" (Oscar Castro-Neves, Luvercy Fiorini) - 3:32
11. コラサォン・ヴァガブンド - "Coração Vagabundo" - 4:37
12. カジュイーナ - "Cajuína" - 2:20
13. ジェルソミーナ - "Gelsomina" (M. Galdieri, N. Rota) - 3:33
14. レッツ・フェイス・ザ・ミュージック・アンド・ダンス - "Let's Face the Music and Dance" (Irving Berlin) - 4:18
15. コラサォン・マテルノ（母心） - "Coração Materno" (Vicente Celestino) - 4:42
16. パトリシア - "Patricia" (Dámaso Pérez Prado) - 3:12
17. ダーマ・ダス・カメーリアス（椿の貴婦人） - "Dama das Camélias" (João de Barro, Alcyr Pires Vermelho) - 2:43
18. ペルシャの市場〜コインブラ - "Coimbra" (Raúl Ferrão, José Galhardo) - 4:32
19. ジェルソミーナ - "Gelsomina" (M. Galdieri, N. Rota) - 2:02
20. ルンバ・アズル（青いルンバ） - "Rumba Azul" (Armando Orefiche, Ernesto Vasquez) - 5:15

## 参加ミュージシャン
- カエターノ・ヴェローゾ - ボーカル、ギター
- ジャキス・モレレンバウン - チェロ、指揮、編曲
- ルイス・ブラジル - ギター
- ジョルジ・エルデル - ベース
- カルロス・バラ - ドラムス